# Ronow und Biberstein

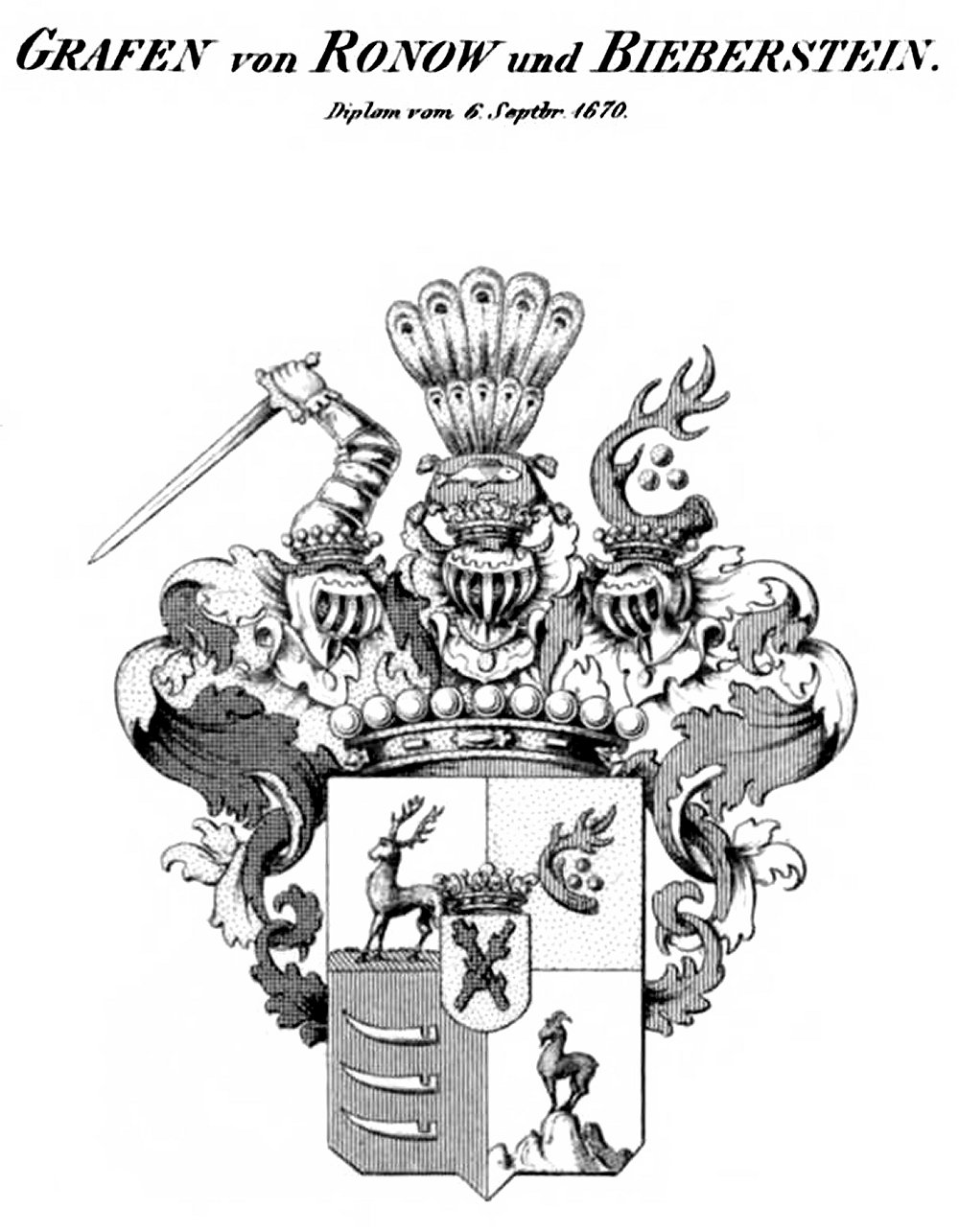
Wappen derer von Ronow und Biberstein

Ronow und Biberstein war ein böhmisches Herrengeschlecht.

## Abstammung
Es stammt aus dem Haus der Herren Krzineczky von Ronow. Dem gemeinsamen Baumästewappen („Ostrew“) nach sind sie Nachkommen der Dynastensippe der Ronovici vom namensgebenden Stammsitz Burg Ronow in der Oberlausitz im Siedlungsgebiet der Sorben und gleichen Stammes mit den Berka von Dub und Leipa, von Lipa, von Klinstein, von Richenburg, von Zleb, von Lichtenburg und Nachod von Lichtenburg, welche nach der ältesten böhmischen Herrenstandsordnung vom Jahre 1501 den ersten Rang einnahmen.
In der Namensform „Graf von Ronow und Biberstein“ erscheinen sie erstmals mit Johann genannt Krzinecky von Ronow auf Krzinetz (Krinetz) bei Nymburk in Böhmen, der um 1470 die neue Burg Kunstberg in Krinetz erbaute. Heute beherbergt das Gebäude ein Museums-Depot. Für Johann Albrecht Howora, Freiherr Krzineczky von Ronow erfolgte am 6. September 1670 in Wien die Erhebung in den Reichsgrafenstand mit „Ronow und Biberstein“. Am 6. November 1670 erfolgte durch seine Eheschließung mit Elisabeth Freiin von Bieberstein eine Wappenvereinigung mit dem Wappen der Bieberstein, der fünfendigen Hirschstange. Mit dem Ulanenrittmeister Johann Friedrich Rudolph Graf Ronow von Biberstein (* 1822), verstorben in Nossen in Sachsen, erlosch 1892 das Geschlecht im Namensträgerstamm.

## Stammwappen
Geviert mit aufgelegtem, von einer goldenen Laubkrone überhöhten Herzschild in Gold zwei oben und unten abgehauene, in Andreaskreuzform geschrägte schwarze, je vier oder fünfmal geästete Baumstämme.

### Wappen aus dem Jahr 1670
Geviert, mit dem Stammwappen als Heerschild: 1. in Silber auf grünem Boden ein stehender einwärts nach links gekehrter Hirsch mit zwölfendigem Geweih; 2. in Gold eine waagrecht gestellte, mit der Spitze nach links gebogene, fünfendige rote Hirschstange, besetzt in der Mitte mit drei (1, 2) zusammengeschobenen goldenen Kugeln (Wappen der Biberstein); 3. in Rot drei übereinander gestellte, mit den mit dem Spitzen nach rechts und den Schneiden nach oben gekehrte schwarzen Senseneisen; 4. in Silber auf dreigezacktem blauen Feld eine nach rechts sehende braune Gämse. Grafenkrone mit drei gekrönten Helmen: 1. mit schwarz-goldenen Decken ein geharnischter Schwertarm; 2. vor 5 Pfauenfedern, ein nach rechts gewendeter liegender blauer Karpfen auf goldenem Polster mit vier aufliegenden goldenen Quasten; 3. mit rot-silbernen Decken die rote Hirschstange mit den drei goldenen Kugeln.

## Übersichts-Stammtafel bis zum Erlöschen des Namensträgerstammes
- Johann von Ronow, auf Krinecz (Krinec) bei Nymburk in Böhmen, verstorben nach 1487, verehelicht mit Magdalena.
- Viktorin (der Ältere), genannt Krzineczky von Ronow, verstorben 1510, verehelicht mit Magdalena Frein von Waldstein (Stammeltern der Linie Detenicz auf Schloss Detenice (Jetternitz) in Ostböhmen), hatten außer dem Sohn Johann Viktorin dem Jüngeren (* 1551), der die Stammlinie der Ronow und Biberstein fortsetzte, noch folgende Kinder: Johann († 1545) verehelicht mit Margareth Firssicz von Nabdin, deren Sohn Heinrich, 1602 verehelicht mit Barbara Freiin von Zierotin; mit ihm und seinem jüngeren Bruder Felix erlosch der Namensträgerstamm der Freiherrn Krziczezky von Ronow der Linie Detenicz; die Tochter Sophie verstarb nach 1535 und Felix Krizeneczky von Ronow der Linie Deternicz († nach 1566), verehelicht in erster Ehe mit Margarethe Freiin von Donin, Burggräfin von Dohna aus dem Hause Benatek und in zweiter Ehe mit Dorothea von Waldstein, verstarb ohne männlichen Nachkommen.
- Johann Viktorin (der Jüngere), Freiherr Krzineczky von Ronow auf Deternicz, verstorben 1551; verehelicht mit Bohunka Freien Krizineczky von Ronow, Tochter des Georg Freiherrn Krizinecky von Ronow auf Kunstberg (Krinec) und der Katharina Freiin (Zagicz) von Hasenburg.
- Johann Albrecht I., auf Neu-Ronow, verstorben 1569, verehelicht mit Maria Freiin von Kaynach, Tochter des Helfreich Freiherr von Kaynach und der Klara Galler von Schwanberg.
- Johann Albrecht II., auf Neu-Ronow, Kreishauptmann des Bechinerkreises, verstorben 1621, in erster Ehe verehelicht mit Katharina von Logau und Altendorff, in zweiter Ehe mit Johanna (Budowecz) von Budow, verwitwete (Lukaweczky) von Lukawecz, Tochter des Johann Ritter Budowecz von Budow auf Autiechowicz und der Sophie Otta von Los und Nizburg.

Aus der zweiten Ehe stammen die zwei Söhne:
- Johann Albrecht III., genannt der Jüngere, Freiherr von Ronow, verstorben 1637 in Skaly in Böhmen, Rektor der Hochschule in Prag, 1616 Herrenstandsverordneter zum Landrechts 1623 nach der Schlacht am Weißen Berg bei Prag als evangelisch-lutherischer Standesherr zur Konfiskation seines Besitzes verurteilt; verehelicht mit Beate (Bozena) Bohdaneczky von Hodkow, verstorben 1674 in Waldeck in Sachsen, Tochter des Adam Abraham Ritter Bohdaneczky von Hodkow, auf Aderspach und der Beate von Sangerhausen; und

- Johann Albrecht (IV.) Howora, Freiherr von Krzineczky von Ronow (1625–1707), d.d. Wien 6. November 1670 Reichsgraf von Ronow und Biberstein, Wappenvereinigung mit den Bieberstein, auf Oppurg, Knau und Grünau im Vogtland, kursächsischer Kammerherr und Gesandter am Kaiserhof in Wien, dann Oberhauptmann des Neustädtischen Kreises; verehelicht in erster Ehe 1656 mit Elisabeth Freiin von Bieberstein, Pröpstin zu Quedlinburg (1623–1683), Tochter des Johann Wilhelm Freiherr von Bieberstein zu Forst und der Anna von Dallwitz. Johann Albrecht heiratete am 27. Oktober 1686 als zweite Ehefrau Heinrika Juliana Gräfin Reuß zu Lobenstein (1654–1728), Tochter von Heinrich X. Reuß zu Lobenstein.

Seine Nachkommen waren:
- Sophia Theresia (1660–1694) ⚭ (I) Graf Friedrich Wilhelm von Leiningen-Westerburg (1648–1688); ⚭ (II) Graf Friedrich Moritz von Bentheim-Tecklenburg (1653–1710)
- Johann Albrecht (V.), Graf von Ronow und Biberstein (1662–1706), † ledig als kurfürstlich bayerischer Oberst in Ungarn
- Johann Howora, Graf Krinecky von Ronow (1690–1731), Sohn aus zweiter Ehe, Kammerherr am Hof zu Gotha
- Johann Wilhelm I. (* 1663, ⚔ 1701 vor Riga), kurfürstlich sächsischer Oberst, verehelicht 1698 mit Maximiliane von Schönburg-Wechselburg (1676–1746), welche sich 1704 mit einem Graf von Schönburg-Penig zu Hinterglauchau verheiratete. Deren Sohn:

Johann Wilhelm II. (1702–1760) kursächsischer Generalleutnant, verehelicht 1733 mit Anna Amalia Gertrude (Erdmute ?) Freiin von Straub (1712–1761); aus deren Ehe zwei Kinder stammten: die Tochter Johanna Henriette Karoline von Ronow und Biberstein (* 1738, † 1808 in Weimar), verehelicht 1756 mit Johann Friedrich Graf Bachoff von Echt (1710–1781), königlich dänischer Gesandter in Wien und bevollmächtigter Minister bei der Allgemeinen Deutschen Reichsversammlung in Regensburg und der Sohn Johann Wilhelm III. Graf von Ronow und Biberstein (* 1744, † 24. August 1827 in Wendischbora bei Nossen), auf Schloss Augustusberg, königlich sächsischer Kavalleriemajor, dann Landessteuerverwalter in Dresden, verehelicht 1780 mit Johanna Christiane Louise von Klengel (1765–1842), Herrin von Ottenhayn. Deren Sohn:
Johann Karl Wilhelm Graf von Ronow und Biberstein (* 1786 in Augustenberg; † 1870 in Dresden), königlich sächsischer Oberforstmeister, verehelicht 1821 mit Johanna Friedrich († 1863) hatte fünf Kinder:
Mit dem Sohn Johann Friedrich Rudolph Graf von Ronow und Biberstein (* 1822; † 1892 in Nossen in Sachsen), K.k. Ulanenrittmeister in Arad, damals Ungarn, erlosch die Familie im Namensträgerstamm. Seine Schwestern Anna Maria (* 1827, † vor 1899) war verehelicht mit Friedrich Oskar von Reinhardt, auf Groß-Ballhausen in Thüringen, kgl. Sächsischer Regierungsrat; Johanna Luisa Maria (* 1829, † 1888) war verehelicht 1849 mit Karl Theodor von Götz, königlich sächsischer Major und Schlachtenmaler; Wilhelmine Luise, * 1831, verstarb unverehelicht nach 1911 in Dresden und Karoline Florentine, * 1833, verstarb 1916 ebenfalls unverehelicht.